# 736 (číslo)
Sedm set třicet šest je přirozené číslo. Následuje po čísle sedm set třicet pět a předchází číslu sedm set třicet sedm. Římskými číslicemi se zapisuje DCCXXXVI a řeckými číslicemi ψλς.

## Matematika
736 je:
- Abundantní číslo
- Složené číslo
- Šťastné číslo

## Astronomie
- (736) Harvard je planetka hlavního pásu, kterou objevil v roce 1912 Joel Hastings Metcalf

## Roky
- 736
- 736 př. n. l.